# Sportbad am Thurmfeld

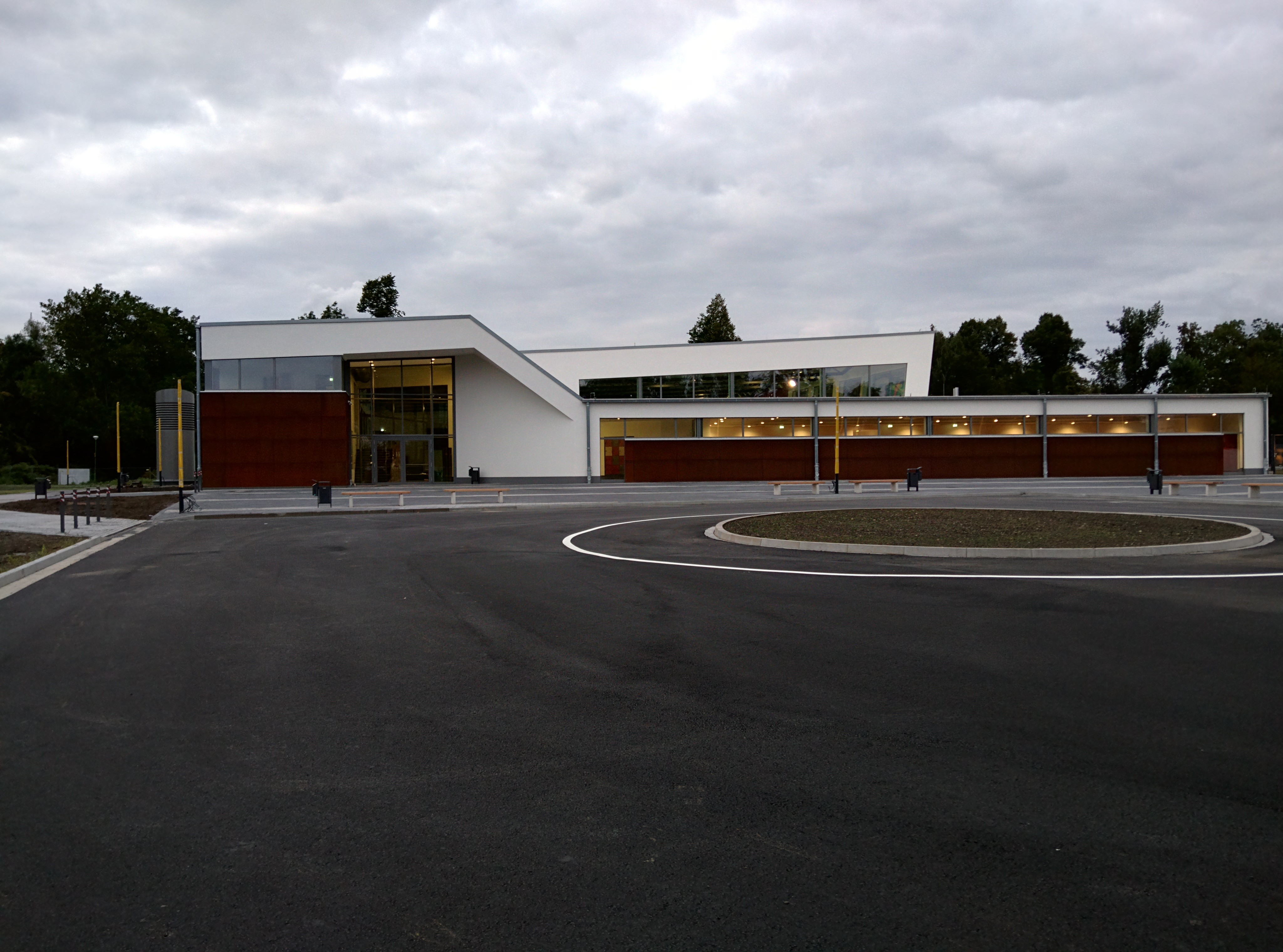
Sportbad am Thurmfeld, September 2015

Das Sportbad am Thurmfeld ist ein öffentliches Schwimmbad der Stadt Essen im Stadtteil Nordviertel, das am 4. Januar 2016 eröffnet wurde.

## Geschichte
Das Schwimmbad befindet sich auf dem sogenannten Thurmfeld, einem brachliegenden, ehemaligen Industriegelände am Reckhammerweg/Ecke Bottroper Straße, nördlich des Campus der Universität Duisburg-Essen. Hier war seit 1867 die städtische Gasanstalt Reckhammerweg sowie die östlich angrenzende Maschinenbau AG Union, die bis 1943 bestand. Nach dem Zweiten Weltkrieg und dem späteren Abriss zweier Gasometer der ehemaligen Gasanstalt ließ man das Gelände brach liegen. So waren vor Baubeginn des Schwimmbades rund zehn Millionen Euro für eine Altlastensanierung des Bodens notwendig.
Nach dem letzten Schwimmbad-Neubau der Stadt, dem Gildehofbad aus dem Jahr 1987, das bereits 1993 wieder geschlossen wurde, war im Juli 2011 vom Rat der Stadt Essen im Rahmen des städtischen Bäderkonzeptes erstmals wieder ein Schwimmbad-Neubau beschlossen worden. Dieses Sportbad am Thurmfeld wurde als Ersatz für das alte Hauptbad im Ostviertel errichtet. Das architektonisch interessante Hauptbad wurde 1958 eröffnet, Anfang 2008 in einem Bädergutachten des Bundesfachverbandes Öffentliche Bäder als marode eingestuft und am 30. Dezember 2015 geschlossen. 
Am 26. Februar 2015 fand das Richtfest des neuen Sportbades statt. Im August 2015 wurden die Becken mit Wasser gefüllt und das eigene Blockheizkraftwerk sowie die Wasseraufbereitungsanlage in Betrieb genommen. Anschließend wurde das Sportbad im November den Sport- und Bäderbetrieben der Stadt Essen übergeben. Die offizielle Einweihung durch Oberbürgermeister Thomas Kufen fand am 9. Januar 2016 statt. Die Baukosten wurden mit 9,7 Millionen Euro beziffert.

## Ausstattung
Das Sportbad am Thurmfeld liegt auf einem etwa 12.300 Quadratmeter großen Grundstück, wobei das Gebäude selbst knapp 4000 Quadratmeter einnimmt. Für die umgebende Fläche behält man sich eine mögliche Erweiterung mit Außenanlagen vor. Äußerlich ist das Gebäude in Teilen mit einer COR-TEN-Stahl-Fassade verkleidet. 
Der Schwimmbereich verfügt über ein Sportbecken mit acht 25-Meter-Bahnen, das an einem Ende mit einem Sprungbereich mit Ein- und Drei-Meter-Brett und Hubboden, mit dem die Wassertiefe verändert werden kann, versehen ist. Hinzu kommt eine Anlage zur Zeitabnahme, da das Bad bevorzugt von Vereinen und Schulklassen besucht werden wird. Als zweites Becken gibt es ein Lehrschwimmbecken mit 16,7 mal 10 Metern Größe und komplettem Hubboden. Es finden gut 500 Zuschauer auf einer vierstufigen Tribüne Platz, 240 davon auf Sitzplätzen.

## Sanierungen
Zwischen dem 19. März 2017 und dem 18. Juli des Jahres war das Sportbad aufgrund einer defekten Wasserfilteranlage geschlossen. In den Folgejahren gab es weitere Probleme mit der Filteranlage und den Fliesen und damit mehrere Schließungen. Im Oktober 2024 ergab ein Gutachten, dass es weitere umfangreiche Schäden an den Fliesen gibt. Zur Sanierung dieser muss die Technik für die Hubbodensysteme in den Schwimmbecken ausgebaut werden. Nach Ausschreibung der Arbeiten wird mit dem Baubeginn Anfang 2026 gerechnet. Dann muss das Bad für mindestens fünf Monate geschlossen werden. Dabei wird auch die schadhafte Filteranlage ausgetauscht.